# ディメンション・フィルムズ
ディメンション・フィルムズ（Dimension Films）は、かつて1992年に設立されたアメリカのインディペンデント映画・テレビ制作・配給レーベルで、現在は独立系スタジオのランタン・エンタテインメントが所有している。
かつては、ミラマックス内でボブ・ワインスタインが特定のジャンルの映画の映画製作・映画配給を行うために立てたレーベルだった。2005年にミラマックスがウォルト・ディズニー・カンパニー（ウォルト・ディズニー・スタジオ）の子会社になった時、ワインスタイン兄弟はミラマックスを退社してこのレーベルを引き抜いた。
また、関連ブランドに、レイティングにかけられていないホラー映画や、コメディ・アクション映画の販売を主体としたディメンション・エクストリームがある。

## 概要
ディメンション・フィルムズは、ほとんどブランドのようなもので、完全に独立した会社ではない。そのため、ワインスタイン・カンパニーがある種のジャンルの映画を出す際に、このレーベル名を出す。
2005年10月1日より前にこの映画が出した映画は、すべてウォルト・ディズニー・カンパニーが管理している。ディズニーはこのレーベルの映画ライブラリから配信するときの権利を支配している。AP通信によると、「ディズニーが最終絶叫計画シリーズのフリックとディメンション・フィルムズができる前に遭った作品から利益の半分を撮り続けている。」とのこと。
ディズニーのフランチャイズを受けたころの代表作には『ハロウィン』シリーズ（1995–2002）、『チルドレン・オブ・ザ・コーン』シリーズ（1995–2001）、『スクリーム』シリーズ（1996–2000）、『スパイキッズ』シリーズ（2001–2003）、『最終絶叫計画』シリーズ（2000–2006）などがある。
ディメンション・フィルムの初期作品の一部は、パラマウント・ピクチャーズが配信していて、ミラマックスが1993年にブエナ・ビスタに買われて、親会社がディズニーから独立した2005年にアウトプットを移した。

## 主な製作・配給作品
アメリカ合衆国での公開年を基準に表記する。
- ヘルレイザー3 Hellraiser III: Hell on Earth（1992）
- 酔拳2 Drunken Master II（1994、イギリスでの配給のみ）
- スティーブン・キング/アーバン・ハーベスト Children of the Corn III: Urban Harvest（1994）
- ハロウィン6 最後の戦い Halloween: The Curse of Michael Myers（1995）
- ヘルレイザー4 Hellraiser IV: Bloodline（1996）
- スティーブン・キング/アーバン・ハーベスト2 Children of the Corn: The Gathering（1996）
- フロム・ダスク・ティル・ドーン From Dusk Till Dawn（1996、ミラマックスと共に）
- THE CROW/ザ・クロウ The Crow: City of Angels（1996、ミラマックスと共に）
- スクリーム Scream（1996）
- スクリーム2 Scream 2（1997）
- チルドレン・オブ・ザ・コーン5:恐怖の畑 Children of the Corn V: Fields of Terror（1998）
- ハロウィンH20 Halloween H20: 20 Years Later（1998）
- ザ・チャイルド Children of the Corn 666: Isaac's Return（1999）
- スクリーム3 Scream 3（2000）
- クロウ 復讐の翼 The Crow: Salvation（2000）
- 最終絶叫計画 Scary Movie（2000）
- ヘルレイザー ゲート・オブ・インフェルノ Hellraiser: Inferno（2000）
- スパイキッズ Spy Kids（2001）
- 最'新'絶叫計画 Scary Movie 2（2001）
- ジェイ&サイレント・ボブ 帝国への逆襲 Jay and Silent Bob: Strike Back（2001）
- Children of the Corn: Revelation（2001）
- ハロウィン レザレクション Halloween: Resurrection（2002）
- スパイキッズ2 失われた夢の島 Spy Kids 2: The Island of Lost Dreams（2002）
- ダークネス Darkness（2002）
- ヘルレイザー リターン・オブ・ナイトメア Hellraiser: Hellseeker（2002）
- インプラント They（2002、フォーカス・フィーチャーズと共に）
- リベリオン Equilibrium（2002）
- スパイキッズ3-D:ゲームオーバー Spy Kids 3-D: Game Over（2003）
- セレブな彼女の落とし方 My Boss's Daughter（2003）
- レジェンド・オブ・メキシコ/デスペラード Once Upon A Time In Mexico（2003、コロンビア ピクチャーズと共に）
- 最'狂'絶叫計画 Scary Movie 3（2003）
- バッドサンタ Bad Santa（2003）
- Re:プレイ The I Inside（2003）
- スタスキー&ハッチ Starsky and Hutch（2004、ワーナー・ブラザースと共に）
- Mr. 3000（2004、タッチストーンとの共同製作・配給）
- ウェス・クレイヴン's カースド Cursed（2005）
- シン・シティ Sin City（2005）
- 悪魔の棲む家 The Amityville Horror（2005、MGMと共に）
- ヘルレイザー ワールド・オブ・ペイン Hellraiser VII: Deader（2005）
- シャークボーイ&マグマガール 3-D The Adventures of Sharkboy and Lavagirl in 3-D（2005、コロンビア ピクチャーズと共に）
- ブラザーズ・グリム The Brothers Grimm（2005、MGMと共に）
- ヘルレイザー ヘルワールド Hellraiser: Hellworld（2005）
- ヴェノム 毒蛇男の恐怖 Venom（2005）
- The FEAST/ザ・フィースト Feast（2005）
- 最終絶叫計画4 Scary Movie 4（2006、ミラマックスと共に）
- パルス Pulse（2006）
- DOA/デッド・オア・アライブ DOA: Dead or Alive（2006、配給）
- 恋愛ルーキーズ School for Scoundrels（2006、MGMと共同配給）
- ゾンビ・トランスフュージョン Automaton Transfusion（2006、ワインスタイン・カンパニーと共に）
- ファイナル・デッドコール 暗闇にベルが鳴る Black Christmas（2006、MGMと共同配給）
- グラインドハウス Grindhouse（2007）
- The Promotion（2007）
- 1408号室 1408（2007、MGMと共同配給）
- 俺たちヒップホップ・ゴルファー Who's Your Caddy?（2007、MGMとの共同配給、Our Stories Films製作）
- ハロウィン Halloween（2007、MGMと共同配給）
- デス・プルーフ in グラインドハウス Death Proof（2007）
- ミスト The Mist（2007、MGMと共同配給）
- スーパーヒーロー ムービー!! -最'笑'超人列伝- Superhero Movie（2008）
- フィースト2/怪物復活 Feast 2: Sloppy Seconds（2008）
- フィースト3/最終決戦 Feast 3: The Happy Finish（2009）
- スクリーム4: ネクスト・ジェネレーション Scream 4（2011）
- スパイキッズ4D:ワールドタイム・ミッション Spy Kids 4: All the Time in the World（2011）
- アポロ18 Apollo 18（2011）
- ダークスカイズ Dark Skies（2013）
- 最終絶叫計画5 Scary Movie 5（2013）
- シン・シティ 復讐の女神 Sin City: A Dame to Kill For（2014）

### ディメンション・エクストリーム
- レベル・サーティーン 13: Game of Death (13 Beloved)
- ゾンビ・トランスフュージョン Automaton Transfusion
- Black Sheep
- JIGSAW デッド・オア・アライブ Broken
- JIGSAW タワー・オブ・デス Steel Trap
- GAME [ゲーム] Buried Alive
- ザ・チャイルド：悪魔の起源 Children of the Corn: Genesis
- ダンテ01（英語版） Dante 01
- デスメール Dead in 3 Days
- ダイアリー・オブ・ザ・デッド Diary of the Dead
- ダーティー・サンチェス：The Movie Dirty Sanchez: The Movie
- DOA/デッド・オア・アライブ DOA: Dead or Alive
- バイオレンス・レイク Eden Lake
- NAKED マン・ハンティング El Rey de la Montaña
- Extreme Movie
- フィースト2/怪物復活 Feast 2: Sloppy Seconds
- フィースト3/最終決戦 Feast 3: The Happy Finish
- ヘルライド Hell Ride
- ヘルレイザー:リベレーション（英語版） Hellraiser: Revelations
- 屋敷女 Inside
- Nightmare Detective
- キル・ブル/最強おバカ伝説 Kill Buljo
- サスペリア・テルザ 最後の魔女 Mother of Tears
- Pulse 2: Afterlife
- マンイーター Rogue
- ストライク・バック Storm Warning
- 女性鬼 Teeth
- チャイルド・マスター Triloquist
- パーフェクトゲーム 究極の選択 WΔZ
- 実録・リアル食人族 Welcome to the Jungle
- 血の魔術師 The Wizard of Gore（リメイク）
- エスケイプ・フロム・リビングデッド Zombie Diaries